# Cabo de Old Head of Kinsale
El Cabo de Old Head of Kinsale (en irlandés: An Seancheann, en inglés: Old Head of Kinsale) es un cabo cerca de la localidad de Kinsale, condado de Cork, República de Irlanda. Un faro se estableció aquí en el siglo XVII por Robert Reading. Destaca por ser el punto terrestre más cercano al lugar del hundimiento del RMS Lusitania en 1915. Actualmente, el Cabo de Old Head of Kinsale es popular entre los golfistas que vienen a jugar en un campo de dieciocho hoyos inaugurado en 1997 en el extremo del cabo junto al faro.

## Geografía

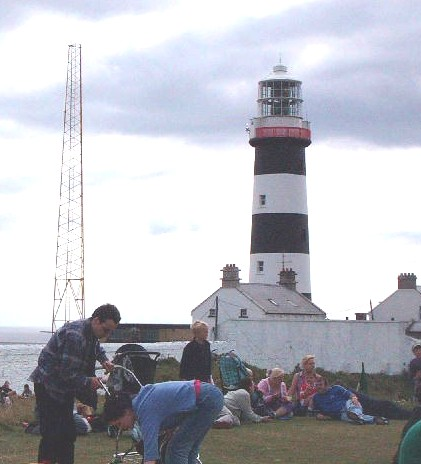
Faro de Old Head of Kinsale

El Cabo de Old Head of Kinsale se formó por diferencia de erosión. Una surgencia de dura arenisca se encuentra entre dos capas de esquisto. El esquisto está erosionado por la acción del mar a un ritmo más alto que la arenisca. Los anticlinales de arenisca son más resistentes a la erosión que los sinclinales rellenados por esquisto. Así se fue formando a lo largo del tiempo el cabo.[cita requerida]

## Campo de golf
Desde que se abrió el campo de golf, el acceso al Cabo de Old Head of Kinsale ha quedado limitado a los golfistas y a sus invitados, y ha habido una campaña duradera para la restauración del acceso público organizado por Free the Old Head of Kinsale Campaign. Esta campaña ha tomado principalmente el formato de picnic populares, algunos de ellos implicando incursiones en el cabo y celebrando los picnics en el faro de Old Head of Kinsale.
La transformación del cabo de un bello lugar público a un recorrido de golf privado ha suscitado controversia. Se dice que para tener permiso para el golf, el propietario tenía que permitir el acceso del público pero desde 1997 muy poco público en general ha podido entrar en el campo.[cita requerida] El campo de golf también ha sido criticado por ser elitista y uno de los más caros de Irlanda.[cita requerida]